# Rumänische Fußballmeisterschaft 1925/26
Die Finalspiele um die Rumänische Fußballmeisterschaft 1925/26 fanden vom 20. Juni bis zum 1. August 1926 statt. Die teilnehmenden Mannschaften wurden zunächst auf elf Regionalbereiche aufgeteilt (im Vergleich zum Vorjahr wurde der Bereich Satu Mare neu gebildet). Deren Sieger ermittelten im K.-o.-System den rumänischen Meister. Es wurde jeweils nur ein Spiel ausgetragen. Endete dieses unentschieden, fand ein Wiederholungsspiel statt, das im Gegensatz zu den Vorjahren am gleichen Ort wie das erste Spiel ausgetragen wurde. Meister wurde zum fünften Mal in Folge Chinezul Timișoara.

## Teilnehmer
| Region     | Sieger                    |
| ---------- | ------------------------- |
| Arad       | AMEF Arad                 |
| Brașov     | Colțea Brașov             |
| Bukarest   | Juventus Bukarest         |
| Czernowitz | Hakoah Czernowitz         |
| Chișinău   | Fulgerul CFR Chișinău     |
| Cluj       | Victoria Cluj             |
| Craiova    | Craiovan Craiova          |
| Oradea     | Stăruința Oradea          |
| Satu Mare  | Olimpia Satu Mare         |
| Sibiu      | Hermannstädter Turnverein |
| Timișoara  | Chinezul Timișoara        |

## Ergebnisse

### Vorrunde
|                   | Ergebnis  |                   |
| ----------------- | --------- | ----------------- |
| Juventus Bukarest | 4:1 (2:1) | Craiovan Craiova  |
| AMEF Arad         | 3:1 (1:1) | Victoria Cluj     |
| Stăruința Oradea  | 4:3       | Olimpia Satu Mare |

### Viertelfinale
|                   | Ergebnis  |                           |
| ----------------- | --------- | ------------------------- |
| Juventus Bukarest | 3:1 (2:1) | Hermannstädter Turnverein |
| AMEF Arad         | 3:0 (2:0) | Colțea Brașov             |
| Stăruința Oradea  | 0:5 (0:3) | Chinezul Timișoara        |
| Hakoah Czernowitz | 0:1 (0:1) | Fulgerul CFR Chișinău     |

### Halbfinale
|                   | Ergebnis  |                       |
| ----------------- | --------- | --------------------- |
| Juventus Bukarest | 2:2 (1:1) | Fulgerul CFR Chișinău |
| AMEF Arad         | 2:5 (0:2) | Chinezul Timișoara    |

#### Wiederholungsspiel
|                   | Ergebnis  |                       |
| ----------------- | --------- | --------------------- |
| Juventus Bukarest | 4:1 (2:0) | Fulgerul CFR Chișinău |

### Finale
|                    | Ergebnis  |                   |
| ------------------ | --------- | ----------------- |
| Chinezul Timișoara | 3:0 (1:0) | Juventus Bukarest |